# Verdrag tot toetreding (2005)

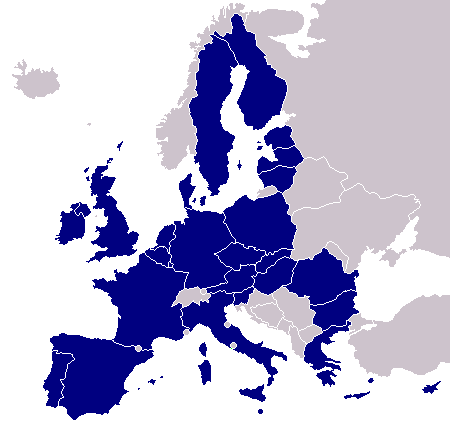
lidstaten van de Europese Unie (blauw), toegetreden lidstaten (geel)

Het Verdrag tot toetreding 2005 is een overeenkomst tussen de lidstaten van de Europese Unie en Bulgarije en Roemenië. Na ondertekening trad het verdrag op 1 januari 2007 in werking. Het verdrag faciliteerde het toetreden van Bulgarije en Roemenië tot de Europese Unie en bracht enkele amendementen aan op de Verdragen van de Europese Unie. Het toetredingsverdrag is een integraal deel van de constitutionele basis van de Europese Unie.

## Volledige tekst
De volledige tekst van het verdrag luidt als volgt:
Verdrag tussen het Koninkrijk België, de Tsjechische Republiek, het Koninkrijk Denemarken, de Bondsrepubliek Duitsland, de Republiek Estland, de Helleense Republiek, het Koninkrijk Spanje, de Franse Republiek, Ierland, de Italiaanse Republiek, de Republiek Cyprus, de Republiek Letland, de Republiek Litouwen, het Groothertogdom Luxemburg, de Republiek Hongarije, de Republiek Malta, het Koninkrijk der Nederlanden, de Republiek Oostenrijk, de Republiek Polen, de Portugese Republiek, de Republiek Slovenië, de Slowaakse Republiek, de Republiek Finland, het Koninkrijk Zweden, het Verenigd Koninkrijk van Groot-Brittannië en Noord-Ierland (lidstaten van de Europese Unie) en de Republiek Bulgarije en Roemenië betreffende de toetreding van de Republiek Bulgarije en Roemenië tot de Europese Unie.

## Trivia
- Toetreding van Bulgarije tot de Europese Unie
- Toetreding van Roemenië tot de Europese Unie